# صاریغ قلمی جونین
صاریغ قلمی جونین (نام علمی: Marmosops juninensis) نام یک گونه از سرده صاریغ‌های قلمی است.